# Francisco Xavier Cândido Guerreiro
Francisco Xavier Cândido Guerreiro (Alte, 3 de Dezembro de 1871 — Lisboa, 11 de Abril de 1953), foi um advogado, dramaturgo e poeta pós-simbolista português.

## Biografia
Cândido Guerreiro, como era mais conhecido, formou-se em direito na Universidade de Coimbra em 1907. Foi notário em Loulé e em Faro.
Este poeta, que fez parte do grupo da "Renascença Portuguesa" foi também, presidente das Câmaras Municipais de Loulé e de Faro no período compreendido entre 1923 a 1941.
Tem colaboração em diversas revistas, entre elas na revista Arte & vida   (1904-1906), na II série  da revista Alma nova  (1915-1918), que começou a publicar-se em Faro em 1914, Atlântida (1915-1920), Contemporânea (1915-1926) e ainda na Revista de turismo  iniciada em 1916.
O "Auto das Rosas de Santa Maria", obra de Cândido Guerreiro, foi pela primeira vez representado em 1940 com música de Francisco Fernando Lopes.
Em Alte, terra natal do poeta, existe uma escola designada "Escola Profissional Cândido Guerreiro" em homenagem ao poeta. A casa de Cândido Guerreiro em Faro, está em Vias de Classificação pelo IGESPAR.

A sua escrita destacou-se 
| “ | pelo apuro irrepreensível dos seus sonetos | ” |

## Obras
Entre as suas obras encontram-se:
- Rosas Desfolhadas (1895)
- Pétalas (1897)
- Avé Maria (1900)
- Sonetos (1904)
- Balada (1907)
- Eros (1907)
- Glicínias (1925)
- Promontório Sacro (1929)
- Em Forli (1931)
- Rainha Santa (1934)
- Auto das Rosas de Santa Maria (1940)
- Às Tuas Mãos Misericordiosas (1943)
- Sulamitis (1945)
- Avante e Santiago (1949)
- Uma Promessa (1950)
- Sonetos e Outros Poemas (1972) (publicado postumamente)